# Lasioglossum ernesti
Lasioglossum ernesti är en biart som beskrevs av Gregory B. Pauly 2001. Lasioglossum ernesti ingår i släktet smalbin, och familjen vägbin. Inga underarter finns listade i Catalogue of Life.